# 서경옹주
서경옹주(西京翁主, 생몰년 미상)는 조선 태종의 후궁이다.

## 생애
서경 옹주(西京翁主)를 실록에선 금영(金英)이라 기록하고 있다. 금(金 : 김)이란 단어가 성씨인지 이름자인지는 정확히 확인이 되지 않는다.
다만 태종이 잠저(潛邸 : 사가)에 있을 때부터 모셔왔던 것이 분명하다.

## 가족 관계
- 남편 : 태종 이방원